# Marc Ayza
Marc Ayza (Barcelona, 1976) és un músic i compositor de jazz.

## Biografia[calcitació]
Comença a tocar la bateria durant la seva època a l'institut amb el grup Wargasm, formant-se paral·lelament al Taller de Músics (combos) ia l'escola Luthier (solfeig, concertada amb el Conservatori del Bruc). Estudia bateria amb els mestres Quim Solé, Jordi Rossy, Peer Wyboris i Pau Bombardó, i harmonia amb Lluís Vergés. També ha rebut màster classes amb músics de la talla de Bob Moses, Leon Parker, Seamus Blake, Chris Cheek, Chano Dominguez i Perico Sambeat, entre d'altres. El 2001 és becat per la Generalitat de Catalunya per estudiar a Nova York amb Eric McPherson i Nasheet Waits. A la mateixa ciutat rep màster classes amb Brian Blade.

## Trajectòria[calcitació]
Ha treballat amb artistes com Perico Sambeat (membre de Perico Sambeat Sextet durant cinc anys), Raynald Colom (col·laboració encara vigent), Javier Colina, Aruan Ortiz, Sheila Jordan, Steve Kuhn, Greg Osby, Wallace Roney, Antoine Roney, Esperanza Spalding, Jason Lindner, Antonio Hart, Jesse Davis, Mulgrew Miller, Seamus Blake, Blurum13, Baba Israel, Illspokin, Core Rhythm i un llarg ecetera de músics nacionals i internacionals, tant de l'escena del Jazz com del Hip Hop. També lidera els seus propis projectes, com Marc Ayza Group, Marc Ayza Trio, Beat'a'Boom (amb Dj Helios) o BUM Collective.
Entre la seva discografia, destaca Lindner / Vall / Ayza 1, 2, 3, etc. (Fresh Sound New Talent) 2002; Marcelino Galán Roho (Xingra) 2003; Marc Ayza Deejah (Satchmo Jazz) 2004; Raynald Colom My 51 minutes (Fresh Sound New Talent); Victor de Diego Oraindik Ametsetan (Errabal) 2005; Perico Sambeat Ziribuye (Contrabaix / Karonte) 2005; Ángela Suarez Que va passar amb tu nen? 2006; Albert Vila Foreground Music (Fresh Sound New Talent) 2007; Raynald Colom Sketches of Groove (Fresh Sound New Talent) 2007; Vall / Lindner / Ayza Enchanted House (Fresh Sound New Talent) 2008; Marc Ayza Offering (Fresh Sound New Talent) 2008; Janine Strenght, Wisdom and Growth 2010; Albert Vila Tactile (Fresh Sound New Talent) 2010; Marc Ayza Live at Home (Fresh Sound World Jazz) 2011; i Marcelino Galán The Gift (Free Code) 2013.
Com a docent, ha impartit classes a l'Aula (1995), Musicaactiva (1997-2002), Escola de Música Farré (2003-2006) i Taller de Premià (2004-2008). També ha fet classes magistrals en el Seminari de Jazz de Pontevedra, Escola de Música de Vallecas (ESMUVA), Festival de Jazz de Belgrad, Conservatori de Birmingham i al Savassi Festival de Brasil.